# 尹洪
尹洪（1449年—？），字德容，錦衣衛籍浙江上虞縣人，明朝政治人物。

## 生平
順天府鄉試第十七名舉人。弘治三年（1490年）中式庚戌科會試第二百八十六名，三甲第五名進士。授行人，九年六月行取都察院理刑，十年八月实授山西道監察御史。

## 家族
曾祖尹克順，前刑部主事；祖父尹孟璞；父尹岐，母羅氏。永感下。